# Order Zasługi Wojskowej (Wietnam)
Order Zasługi Wojskowej (wiet. Huân chương Quân công) – wysokie państwowe odznaczenie Socjalistycznej Republiki Wietnamu nadawane wojskowym i innym funkcjonariuszom formacji zapewniających bezpieczeństwo w kraju za heroizm, wybitne zasługi bojowe oraz w budowaniu obronności i bezpieczeństwa. Order dzieli się na trzy klasy. 
Na wzór tego orderu 23 września 1963 roku Nguyễn Hữu Thọ - przewodniczący Komitetu Centralnego Narodowego Frontu Wyzwolenia Wietnamu Południowego ustanowił Order Zasługi Wojskowej Wyzwolenia (Huân chương Quân công Giải phóng) .

## Ustanowienie
Order Zasługi Wojskowej został ustanowiony razem z Orderem Żołnierza dekretem Prezydenta Demokratycznej Republiki Wietnamu nr 50/SL z dnia w 15 maja 1947 roku jako trzyklasowe najwyższe odznaczenie wojskowe. I klasa przyznawana była przez prezydenta za szczególne osiągnięcia lub za oddanie życia w szczególnie bohaterskich okolicznościach. II klasa nadawana była przez Ministra Obrony za zasługi, dzielną walkę, odniesienie ran lub oddanie życia w bohaterskich okolicznościach, zaś III klasa przyznawana była również przez ministra za odważne wypełnianie swoich obowiązków, przynoszących korzyść armii lub powodujących straty wroga.
Obecne zasady nadawania reguluje ustawa z dnia 26 listopada 2003 roku, która weszła w życie 1 lipca 2004 roku. Na jej mocy medal nadaje Prezydent. Kandydatury do przyznania medalu prezydentowi przedstawia premier na wniosek ministra, szefa agencji rządowej, Prezesa Najwyższego Sądu Ludowego, Prokuratora Generalnego, przewodniczącego centralnej agencji, szefa organizacji społecznej lub prowincjonalnego Komitetu Ludowego. Order I klasy nadawany jest funkcjonariuszom i oficerom z co najmniej 35 lat stażem służby piastującym stanowisko ministra, wiceministra szefa sztabu, szefa politycznego departamentu lub równoważne oraz osobom posiadającym już II klasę orderu, które po jej otrzymaniu wykazały się wybitnymi osiągnięciami o znaczeniu ogólnokrajowym, odwagą w walce, służbą bojową lub bohaterskim poświęceniem, a także mającym wiele osiągnięć przez co najmniej 5 lat po otrzymaniu II klasy. Nadawany jest również kolektywom za wybitne osiągnięcia wojskowe trwające co najmniej 5 lat, mającym co najmniej 30 lat działalności związanej z obronnością lub 25 lat, w przypadku uprzedniego otrzymania II klasy orderu. Order II klasy nadawany jest funkcjonariuszom i oficerom z co najmniej 35 lat stażem służby, piastującym co najmniej przez 5 lat najwyższe stanowiska dowódcze w wojsku i pozostałych służbach zapewniających bezpieczeństwo państwa oraz osobom posiadającym już III klasę orderu, które po jej otrzymaniu wykazały się wybitnymi osiągnięciami, odwagą w walce, służbą bojową lub bohaterskim poświęceniem stanowiącymi przykład dla całej armii, a także mającym wiele osiągnięć przez co najmniej 5 lat po otrzymaniu III klasy. Nadawany jest również kolektywom za wybitne osiągnięcia wojskowe trwające co najmniej 5 lat, mającym co najmniej 25 lat działalności związanej z obronnością lub 20 lat, w przypadku uprzedniego otrzymania III klasy orderu. Order III klasy nadawany jest funkcjonariuszom i oficerom z co najmniej 35 lat stażem służby, będącym od co najmniej 5 lat zastępcami najwyższych stanowisk dowódczych w wojsku i pozostałych służbach zapewniających bezpieczeństwo państwa oraz osobom posiadającym już I klasę Orderu Zwycięstwa lub I klasę Orderu Obrony Ojczyzny, które po jej otrzymaniu wykazały się wybitnymi osiągnięciami, odwagą w walce, służbą bojową lub bohaterskim poświęceniem, a także mającym wiele osiągnięć przez co najmniej 5 lat po otrzymaniu tych orderów. Nadawany jest również kolektywom za wybitne osiągnięcia wojskowe trwające co najmniej 5 lat, mającym co najmniej 20 lat działalności związanej z obronnością lub 15 lat, w przypadku uprzedniego otrzymania I klasy Orderu Zwycięstwa lub Orderu Obrony Ojczyzny.

## Odznaka
Order został zaprojektowany w 1947 roku przez zespół wietnamskich artystów, w którego pracach brali udział m.in. malarz Bùi Trang Chước, późniejszy autor wietnamskiego godła i Mai Văn Hiến . Odznakę orderu zaprojektowano jako pięcioramienną, wielopromienną gwiazdę z umieszczoną na niej okrągłą tarczą obramowaną otokiem. Na tarczy umieszczona była pięcioramienna gwiazda, a w otoku napisy "Viet Nam" i "Dan chu Cong hoa" (Demokratyczna Republika Wietnamu) oddzielone od siebie punktowymi dywizorami. Tło pokryte było czerwoną emalią. Odznaka zawieszona była na metalowej baretce, na którą naciągano czerwoną wstążkę (na wzór radzieckiego Medalu Złotej Gwiazdy). Klasy orderu rozróżniane były liczbą doczepianych do wstążki gwiazdek - trzy dla I klasy, dwie dla II klasy i jedna dla III klasy . W 1955 roku dokonano zmiany w wyglądzie orderu. Dotychczasowy napis zastąpiono nazwą orderu: "HUÂN CHƯƠNG" "QUÂN CÔNG". Odznakę zaczęto zawieszać na pięciobocznej blaszce na którą naciągano wstążkę orderową na wzór rosyjskiego wiązania orderów. Dodatkowo pomiędzy blaszką, a odznaką dodano wieniec laurowy . Kolejna zmiana nastąpiła w 2006 roku, kiedy to w otoku znajdują się napisy: "HUÂN CHƯƠNG QUÂN CÔNG" i "VIỆT NAM".
Obecnie obowiązujący wzór został wprowadzony w 2014 roku. Odznakę orderu wykonuje się z brązy pokrytego warstwą złota i stopu niklu i kobaltu. Przedstawia pięcioramienną wielopromienną gwiazdę z okrągłą tarczą pośrodku. Na tarczy widnieje złota gwiazda na pokrytym czerwoną emalią tle. Tarcza obramowana jest otokiem ze złotymi napisami na emaliowanym na czerwono tle: "HUÂN CHƯƠNG QUÂN CÔNG" od góry i "VIỆT NAM" u dołu oddzielonymi od siebie punktowymi dywizorami. Odznaka zawieszona jest na poliestrowej wstążce orderowej w kolorze czerwonym z czterema zielonymi paskami po bokach. Wstążka zawiązana jest na modę rosyjską i usztywniona pięcioboczną blaszką ze stali nierdzewnej pokrytą warstwą złota i stopu niklu i kobaltu. Do wstązki doczepiane są również gwiazdki zgodnie z klasą orderu.